# تترابوتیل آمونیوم هگزافلوئورو فسفات

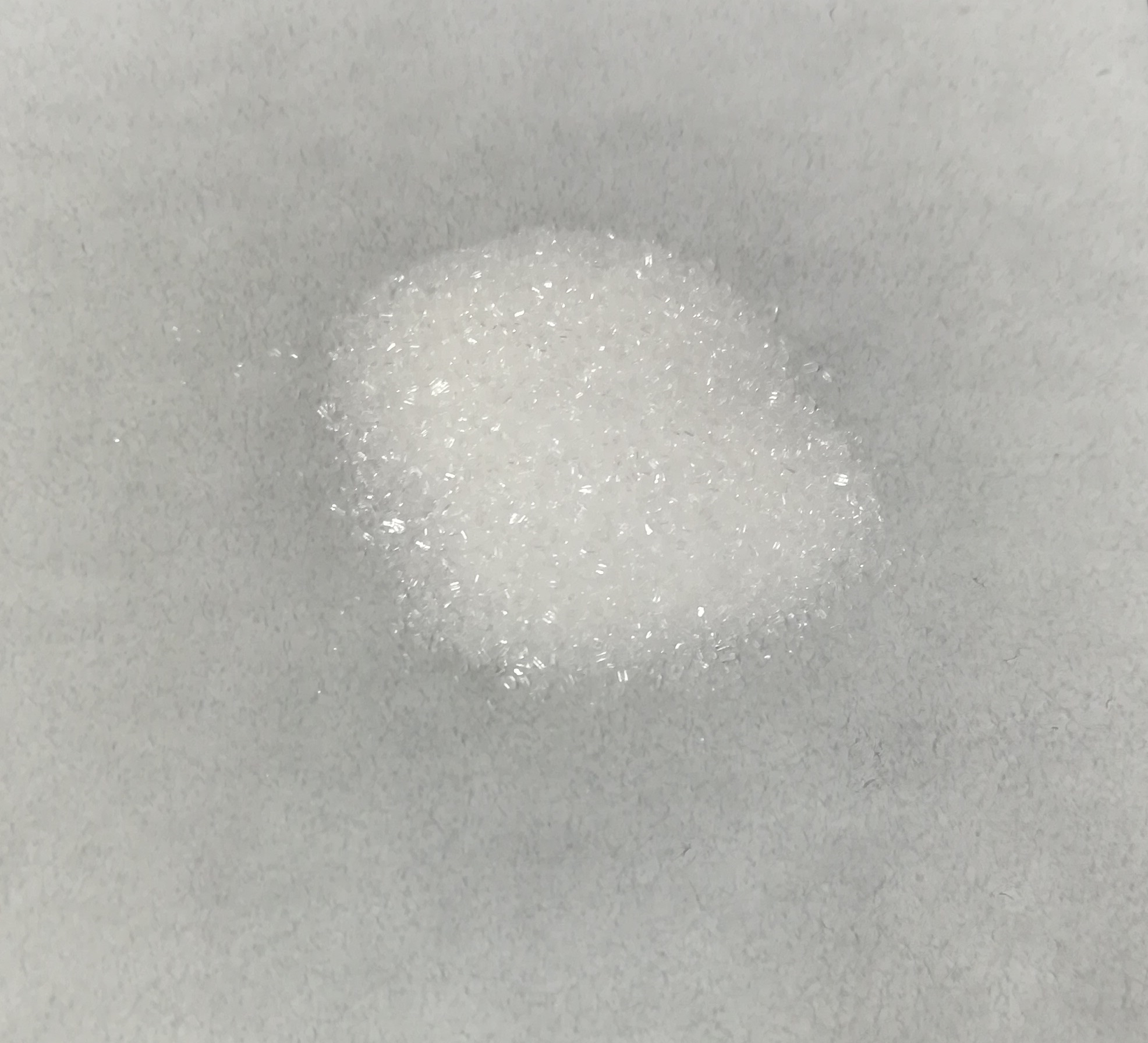
تترابوتیل آمونیوم هگزافلوئورو فسفات

تترابوتیل آمونیوم هگزافلوئورو فسفات نمکی با فرمول NBu4PF6 می‌باشد. این ماده پودری سفید رنگ است که به عنوان الکترولیت در الکتروشیمی غیرآبی استفاده می‌شود. این نمک در حلال‌های آلی قطبی مانند استون و استونیتریل به شدت محلول می‌باشد.
این نمک متشکل از یک یون تترابوتیل آمونیوم با بار مثبت و یک آنیون هگزافلوئورو فسفات با خاصیت بازی ضعیف می‌باشد. این اجزا به لحاظ شیمیایی بی اثر بوده و به نمک اجازه می‌دهند تا در گستره وسیعی از پتانسیل به عنوان یک الکترولیت بی اثر عمل کند. با توجه به حساسیت آزمایش‌های الکتروشیمیایی، این نمک معمولاً خالص‌سازی مجدد می‌شود.  